# Carlos Drummond de Andrade
Carlos Drummond de Andrade (ur. 31 października 1902 w Itabirze, zm. 17 sierpnia 1987 w Rio de Janeiro) – brazylijski pisarz i krytyk literacki.
Początkowo związany był z zapoczątkowanym w 1922 awangardowym modernistycznym ruchem odnowy w literaturze brazylijskiej. Tworzył poezję z zamierzenia antyliryczną, w której dominowała codzienna sceneria miejska. W późniejszej twórczości zwrócił się ku poszukiwaniom sensu ludzkiego życia. Słynął z dbałości o formę. Oprócz poezji pisał też opowiadania i dzieła krytyczno-literackie.

## Odznaczenia
- Wielki Oficer Orderu Świętego Jakuba od Miecza (1975, Portugalia)[2]
- Krzyż Wielki Orderu Zasługi dla Kultury (2010, Brazylia)[3] – pośmiertnie